# Scott Caan
Scott Andrew Caan (ur. 23 sierpnia 1976 w Los Angeles) – amerykański aktor i reżyser filmowy, raper.

## Życiorys

### Wczesne lata
Urodził się w Los Angeles jako syn modelki/aktorki Sheili Ryan i aktora Jamesa Caana. Jego dziadkowie ze strony ojca byli Żydami imigrującymi z Niemiec. Rok po jego narodzeniu jego rodzice rozwiedli się; ma czworo przyrodniego rodzeństwa z innych małżeństw jego ojca – jedną starszą przyrodnią siostrę Tarę oraz trzech przyrodnich braci: Alexandra Jamesa (ur. 10 kwietnia 1991), Jacoba Nicholasa (ur. 24 września 1998) i Jamesa Arthura (ur. 6 listopada 1995). W 1978 przeszedł operację nerki.
Jego wychowaniem zajął się ojciec. Na początku 90. dryfował od szkoły do szkoły, uczęszczał do Beverly Hills High School przed ukończeniem Excelsior High School.
Pomimo jego bezustannej miłości do baseballu, jako nastolatek pod pseudonim Mad Skillz wraz ze swoim przyjacielem hip-hopowym producentem The Alchemistem stworzył duet raperski Whooliganz, który w 1993 nagrał singel „Put Your Handz Up” i rok później wydał debiutancki album „Make Way for the W”. Współpracował także z Cypress Hill i House of Pain. Ukończył szkołę aktorską Playhouse West w Los Angeles.

### Kariera
Swoją ekranową karierę rozpoczął w wieku dziewiętnastu lat od występu w komedii Aaron Gillespie gwiazdor powalony (Aaron Gillespie Will Make You a Star, 1995) i dramacie Chłopiec zwany „Nienawiść” (A Boy Called Hate, 1995) u boku ojca i Elliotta Goulda.
W dramacie sci-fi Donikąd (Nowhere, 1997) z Debi Mazar, Jordan Ladd, Christina Applegate, Meną Suvari, Denise Richards, Beverly D’Angelo, Heather Graham, Traci Lords, Shannen Doherty, Rose McGowan, Ryanem Phillippe i Johnem Ritterem, trzeciej części trylogii o dorastającej młodzieży, był jednym z grupy nastolatków próbujących wykorzystać swoje życie do granic możliwości.
We wrześniu 1998 został aresztowany po ataku w barze Zachodniego Hollywood.
Pojawił się potem jako zarozumiały agent rządowy ścigający prawnika z kasetą wideo z zarejestrowaną zbrodnią polityczną w dreszczowcu Tony’ego Scotta Wróg publiczny (Enemy of the State, 1998). W filmie sensacyjnym 60 sekund (Gone in Sixty Seconds, 2000) wystąpił w roli złodzieja szybkiego samochodu o imieniu Tumbler.
W westernie Bandyci (American Outlaws, 2001) wcielił się w postać bandyty Cole Youngera.
Znalazł się w obsadzie kasowych komedii kryminalnych Stevena Soderbergha – Ocean’s Eleven: Ryzykowna gra (Ocean’s Eleven, 2001), Ocean’s Twelve: Dogrywka (Ocean’s Twelve, 2004) i Ocean’s Thirteen (2007).
Zagrał w filmie krótkometrażowym Life Makes Sense If You’re Famous (2002).
W latach 2010–2020 występował w serialu Hawaii Five-0.
Za swój debiut reżyserski dramatu Dallas 362 (2003) został uhonorowany nagrodą na festiwalu filmowym w Las Vegas.

## Filmografia

### filmy fabularne
- 1994: Chłopiec zwany „Nienawiść” (A Boy Called Hate) jako Steve / Hate
- 1995: Aaron Gillespie gwiazdor powalony (Aaron Gillespie Will Make You a Star) jako Sean
- 1995: Szalone wakacje (Last Resort) jako Strut
- 1997: Donikąd (Nowhere) jako Ducky
- 1997: Bongwater jako Bobby
- 1998: Nowhere to Go jako Romeo
- 1998: Wróg publiczny (Enemy of the State) jako Jones
- 1999: Saturn jako Drew
- 1999: Luz Blues (Varsity Blues) jako Charlie Tweeder
- 2000: Ryzyko (Boiler Room) jako Richie O’Flaherty
- 2000: Kibice do dzieła! (Ready to Rumble) jako Sean Dawkins
- 2000: 60 sekund (Gone in Sixty Seconds) jako Timmy „Tumbler” Tummel
- 2001: Bandyci (American Outlaws) jako Cole Younger
- 2001: Ocean’s Eleven: Ryzykowna gra (Ocean’s Eleven) jako Turk Malloy
- 2001: Nowokaina (Novocaine) jako Duane Ivey
- 2002: Life Makes Sense If You’re Famous jako
- 2004: Ocean’s Twelve: Dogrywka (Ocean’s Twelve) jako Turk Malloy
- 2004: W rękach wroga (In Enemy Hands) jako komandor podporucznik Randall Sullivan
- 2005: Błękitna głębia (Into the Blue) jako Bryce
- 2006: Przyjaciele z kasą (Friends with Money) jako Mike
- 2006: Samotne serca (Lonely Hearts) jako detektyw Reilly
- 2006: Psi kłopot (The Dog Problem) jako Casper
- 2007: Ocean’s Thirteen jako Turk Malloy
- 2008: Mów mi Dave (Meet Dave) jako oficer Dooley

### seriale TV
- 2009–2011: Ekipa (Entourage) jako Scott Lavin
- 2010–2020: Hawaii Five-0 jako Danny „Danno” Williams
- 2012: Agenci NCIS: Los Angeles jako Danny „Danno” Williams
- 2017: Wicedyrektorzy (Vice Principals) jako spocony treser psów